# Hrastnik (Vojnik, Slovenija)
Hrastnik je naselje u slovenskoj Općini Vojniku. Hrastnik se nalazi u pokrajini Štajerskoj i statističkoj regiji Savinjskoj. 

## Stanovništvo
Prema popisu stanovništva iz 2002. godine naselje je imalo 15 stanovnika.